# سمنر (مقاطعة جيفرسون)
سمنر، مقاطعة جيفرسون (بالإنجليزية: Sumner, Jefferson County, Wisconsin)‏ هي بلدة تقع بولاية ويسكونسن في الولايات المتحدة. تبلغ مساحتها 81 (كم²)، وترتفع عن سطح البحر 243 م، بلغ عدد سكانها 832 نسمة في عام 2010 حسب إحصاء مكتب تعداد الولايات المتحدة .

## وصلات خارجية
- www.townofsumner.com
- The US50 - Cities and Towns in Wisconsin State
- Wisconsin Cities and Towns, Facts, Map, Flag, Colleges, Government, and More